# شركة راديو أمريكا
شركة راديو أمريكا (بالإنجليزية: Radio Corporation of America)‏ تأسست باسم شركة راديو أمريكا عام 1919 وكانت في البداية شركة تابعة مملوكة بالكامل لشركة جينيرال إليكتريك، ذلك في عام 1932 أصبحت الشركة شركة مستقلة بعد مطالبة شركة جينيرال إلكتريك بتجريد ملكيتها كجزء من تسوية دعوى حكومية لمكافحة الاحتكار.
كانت شركة مبتكرة وتقدمية، وهي الشركة المهيمنة للإلكترونيات والاتصالات في الولايات المتحدة لأكثر من خمسة عقود. كانت الشركة في طليعة صناعة الراديو في أوائل 1920 كشركة مصنعة لأجهزة الاستقبال اللاسكية.